# 768

## Esdeveniments
- Comtat de Noyon: Carlemany i Carloman I són coronats reis dels francs.
- Esteve III esdevé Papa de l'Església catòlica.
- Regne d'Astúries: Aureli I d'Astúries esdevé rei d'Astúries succeint a Fruela I mort aquell mateix any.
- Imperi Romà d'Orient: és coronada Eudòxia (muller de Constantí V) esdevenint augusta.

## Naixements
- Guillem I de Tolosa dit «el Sant», duc d'Aquitània (781 -806) i comte de Tolosa (790-806).
- Unroch de Friül, comte de Ternois (839 - 853).

## Necrològiques
- 2 de juny: Waifré, duc d'Aquitània probablement des del 745.
- Pipí I el Breu, majordom de palau de Nèustria (741-751) i Austràsia (747-751) i rei dels francs (751-768), el primer de la dinastia carolíngia.
- Cangues d'Onís, Regne d'Astúries: Fruela I d'Astúries “el Cruel”, rei d'Astúries (757-768).